# Grupo Pierre Martin de Espeleologia
O Grupo Pierre Martin de Espeleologia – GPME é uma entidade civil sem fins lucrativos, fundada em 19 de março de 1987 com o objetivo de promover atividades de Espeleologia, visando a preservação de cavernas, bem como de seu entorno. Além disto, efetua a divulgação de informações sobre a espeleologia, e estabelece contatos com outros grupos e entidades nacionais e estrangeiras com objetivos similares.
As atividades desenvolvidas pelo GPME ao longo de sua história subsidiam, informam e apoiam outras atividades de pesquisa de cunho técnico-científico, proporcionando dados à identificação das feições e da conformação da cavidade natural subterrânea ou fenômeno cárstico, dados básicos ao prosseguimento de estudos por especialistas em outras áreas do conhecimento humano em especial a geologia, biologia, paleontologia, arqueologia e a antropologia.

## Atuação
Na atualidade o GPME reúne mais de 80 sócios (ativos e eméritos) de diversas faixas etárias e profissões, todos na qualidade de voluntários, com o objetivo comum de documentar e agir pela preservação do patrimônio espeleológico, sempre respeitando as normas e fazendo uso de técnicas atualizadas.
O GPME se reúne quinzenalmente na cidade de São Paulo. Além das reuniões, o GPME frequentemente promove cursos, treinamentos e palestras relacionadas à atividade espeleológica tais como: Topografia, Técnicas Verticais, Resgate, Geoespeleologia, Espeleobiologia, GPS, Primeiros Socorros, etc.
Para alcançar seus objetivos, o GPME mantém um fluxo constante de saídas a campo, com diversas atividades programadas no decorrer de cada mês. As áreas de atuação do GPME estão disponíveis neste site (ver link áreas de atuação) e a respectiva agenda de atividades, incluindo as datas das reuniões, viagens, cursos, palestras e treinamentos também podem ser acessados no link específico (agenda).
Durante seus mais de 30 anos de existência, o GPME já mapeou, explorou ou registrou mais de 1.200 cavernas, em 17 estados e nas 5 regiões geográficas do país, além de desenvolver trabalhos em outros países.

## História
O GPME começou a germinar no ano de 1986 com a aproximação do grupo Quatá de Espeleologia (formado por espeleólogos oriundos da cidade de Quatá-SP e residentes na cidade de São Paulo) e do Grupo Antodites (formado por vários adolescentes oriundos da Zona Leste e ABC Paulista), a partir de uma carta e um contato telefônico.
O Grupo Quatá era formado por Rogério da Silva Chrysostomo, Roberto Rodrigues, Waldner Barril Conde e Julio Roncada, e o Grupo Antodites por Carlos Eduardo Martins, Ericson Cernawsky Igual e Luis Cláudio de Almeida.
A partir do segundo semestre de 1986, todas as atividades passaram a ser conjuntas e já não existia mais a diferenciação de origem dos grupos, tudo na prática era uma coisa só, tamanha era a integração. Isso acabou ficando tão explicito que a união formal de forças era um passo natural.
No decorrer de 1986, por conta do desenvolvimento do Cadastro Nacional de Cavidades Naturais em meio digital, os espeleólogos Roberto Rodrigues e Rogério da Silva Chrysostomo tiveram uma aproximação muito grande com Pierre Martin, que transmitiu muitos conhecimentos e informações. O falecimento de Pierre Martin (leia-se “Martân”) em um acidente automobilístico chocou a todos os membros do Grupo Quatá e do Grupo Antodites, que resolveram homenageá-lo com a união formal dos grupos, em 19 de Março de 1987, durante uma atividade na Serra da Onça Parda.

## Filiação
- FEMESP (Federação de Montanhismo do Estado de São Paulo)], por sua vez filiada à CBME (Confederação Brasileira de Montanhismo e Escalada).

## Ligações externa
- site oficial